# Bredon
Bredon – wieś i civil parish w Anglii, w hrabstwie Worcestershire, w dystrykcie Wychavon. Leży 20 km na południe od miasta Worcester i 149 km na północny zachód od Londynu. W 2011 roku civil parish liczyła 2542 mieszkańców. Bredon jest wspomniana w Domesday Book (1086) jako Breodun.